# Ontario Rhône-Alpes
Ontario Rhône-Alpes (ORA) est un programme d'échange d'étudiants entre 12 universités de Rhône-Alpes et 15 universités de l’Ontario créé en 1992.

## Universités de Rhône-Alpes
- Université Grenoble-Alpes (3 universités avant 2016)
- Université Claude-Bernard Lyon 1
- Université Lumière Lyon-II
- Université Lyon III Jean Moulin
- Institut national des sciences appliquées de Lyon
- École centrale de Lyon
- École normale supérieure de Lyon
- Université Jean Monnet Saint-Étienne
- Université Savoie Mont Blanc
- Institut polytechnique de Grenoble

## Universités de l’Ontario
- Brock University
- Carleton University
- Université de Nipissing
- Université Ryerson
- Université Queen's
- Université de Lakehead
- Laurentian University
- McMaster University
- University of Guelph
- University of Ottawa
- University of Toronto
- University of Waterloo
- University of Western Ontario
- Université de Windsor
- Université York